# Hannah Williams
Hannah Williams (Welwyn Garden City, 23 de abril de 1998) es una deportista británica que compite en atletismo. Su hermana Jodie compite en el mismo deporte.
Ganó una medalla de bronce en el Campeonato Mundial de Atletismo en Pista Cubierta de 2018, en la prueba de 4 × 400 m.

## Palmarés internacional
| Campeonato Mundial en Pista Cubierta | Campeonato Mundial en Pista Cubierta | Campeonato Mundial en Pista Cubierta | Campeonato Mundial en Pista Cubierta |
| Año                                  | Lugar                                | Medalla                              | Prueba                               |
| ------------------------------------ | ------------------------------------ | ------------------------------------ | ------------------------------------ |
| 2018                                 | Birmingham (Reino Unido)             | Medalla de bronce                    | 4 × 400 m                            |